# 조선중앙식물원

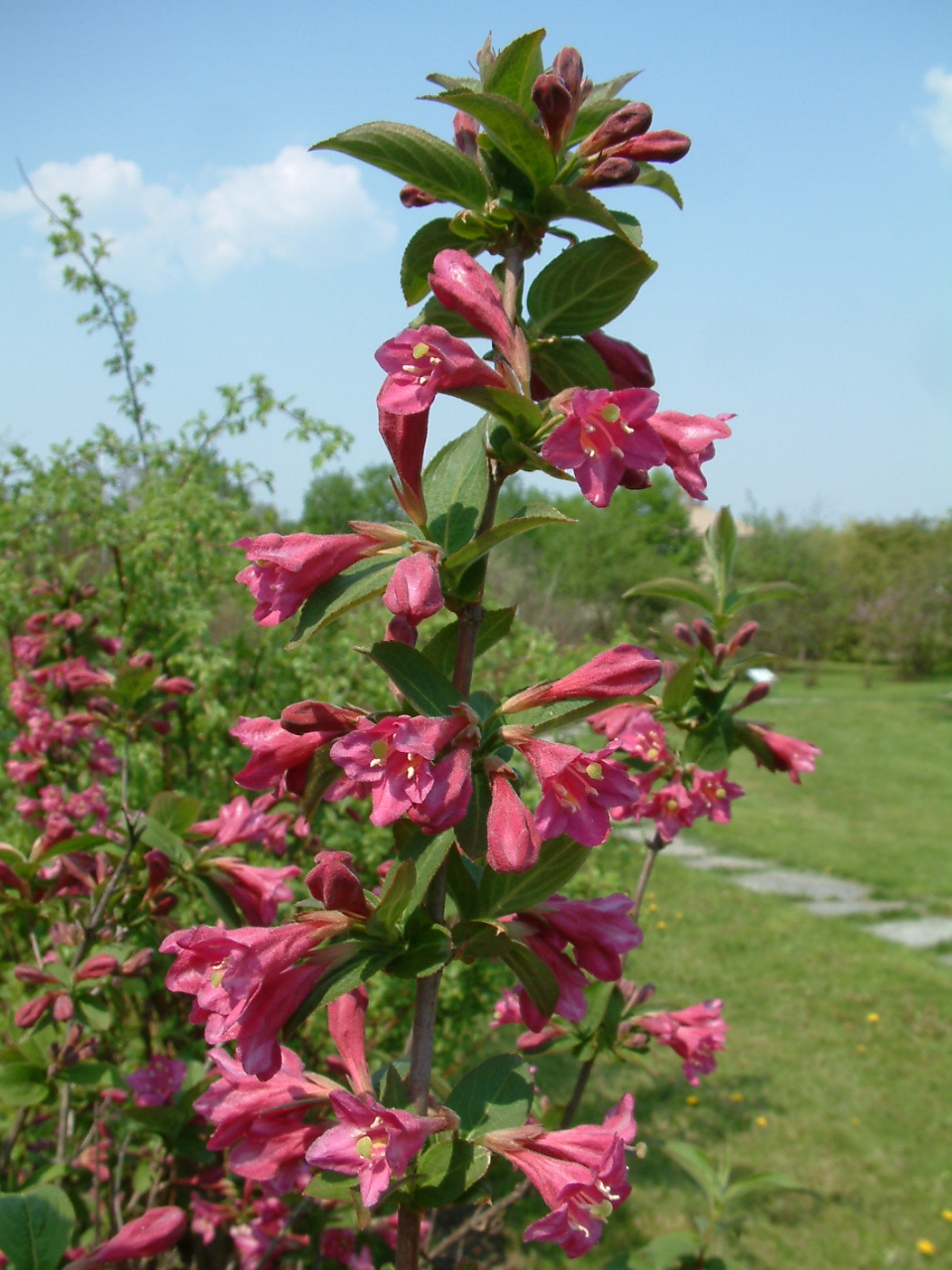
조선중앙식물원에 전시된 병꽃나무

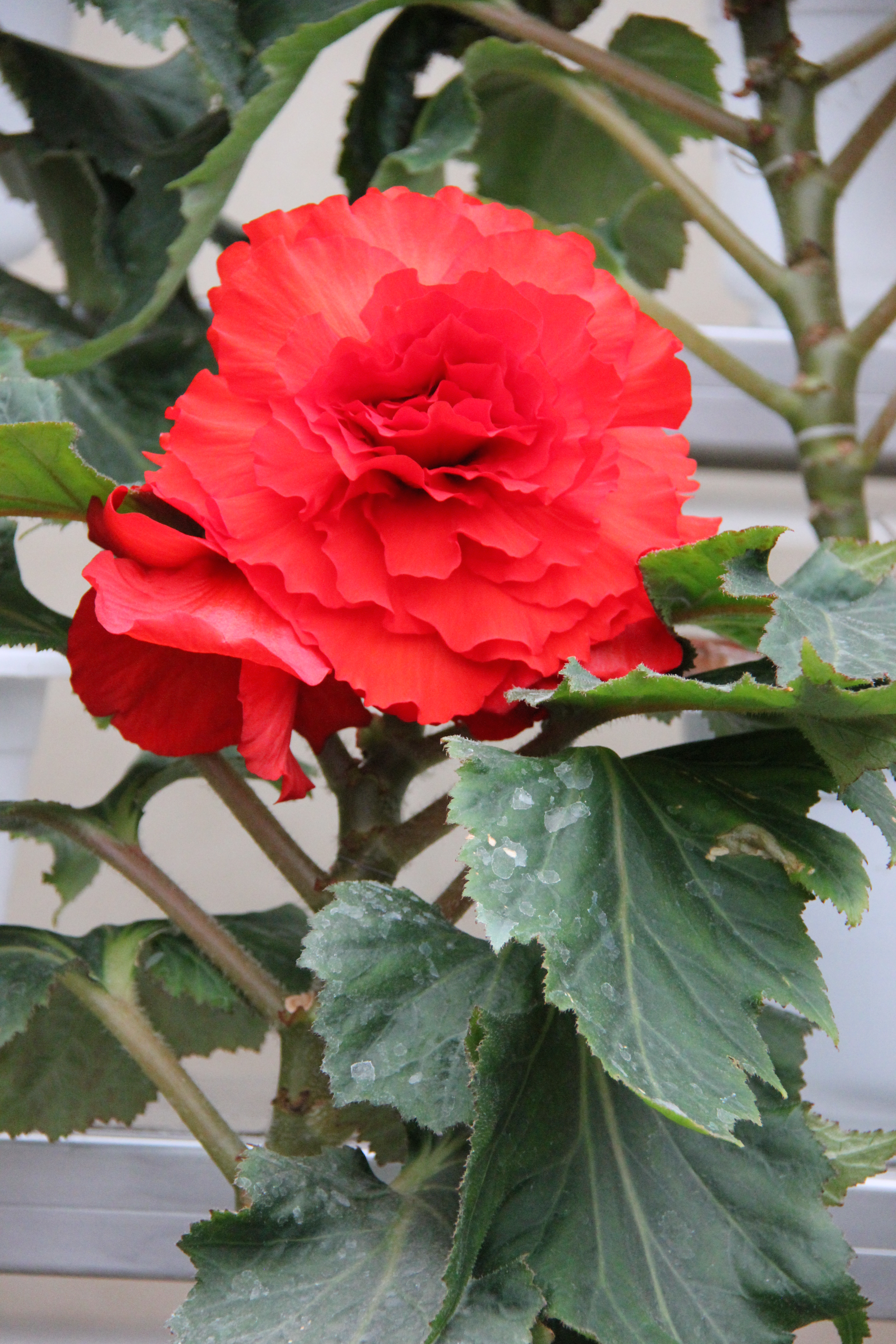
조선중앙식물원에 전시된 김정일화

조선중앙식물원(朝鮮中央植物園) 또는 중앙식물원(中央植物園)은 조선민주주의인민공화국 평양시에 위치한 식물원이다. 조선민주주의인민공화국에서 가장 큰 식물원이다. 1959년 4월 30일 평양시 대성산에서 평양식물원이라는 이름으로 설립되었다.

## 대외 관계
2007년 10월 4일, 노무현 전 대통령은 남북 정상회담을 기념하는 뜻을 담은 소나무 한 그루를 중앙식물원 정원에 심었다.
또, 2019년 북한의 조선중앙식물원에서 제안하는 식물이 베를린 중심에 심어져 남북 야생화 에술정원이 세워지기도 했다.

## 같이 보기
- 조선중앙동물원